# Elemér Szathmáry
Elemér Szathmáry   (Budapest, 16 de febrer de 1926 - Sydney, 17 de desembre de 1971) fou un nedador hongarès que va competir durant la dècada de 1940.
El 1948 va prendre part en els Jocs Olímpics d'Estiu de Londres, on va disputar dues proves del programa de natació. Va guanyar la medalla de plata en els 4x200 metres lliures, formant equip amb György Mitró, Imre Nyéki i Géza Kádas, mentre en els 100 metres lliures quedà eliminat en semifinals.
En el seu palmarès també destaquen dues medalles de bronze, en els 100 metres lliures i 4x200 metres lliures, al Campionat d'Europa de natació de 1947, una medalla d'or i una de plata al campionat del món universitari de 1947 i cinc campionats nacionals.